# Keromongan
Keromongan is een bestuurslaag in het regentschap Ogan Komering Ulu van de provincie Zuid-Sumatra, Indonesië. Keromongan telt 2849 inwoners (volkstelling 2010).